# Catasetum rigidum
Catasetum rigidum är en orkidéart som beskrevs av A.T.Oliveira och J.B.F.Silva. Catasetum rigidum ingår i släktet Catasetum och familjen orkidéer. Inga underarter finns listade i Catalogue of Life.